# 造形活動
造形活動（ぞうけいかつどう）とは、「異質のばらばらなものを組み合わせて、一つの秩序ある新しいものを作ること」である。幼稚園や保育園での活動の他に小学校の図画工作、中学校の美術の一部にも当てはまる。

## 造形活動のねらい
幼児が絵を描いたり、ものを作ったりする活動は、本能的な活動で、もちろん最初の段階では、きわめて表出にすぎないものであるが、しだいに自分の意思のままに表現できるように発達する。このような造形活動を通して、「創造力」や「人間らしい心」を育てていくことが、この活動のねらいである。
- 表出とは…心の吐き出し的行為であり、心の中が自然に表れている、いわゆる「あらわれ」である。
- 表現とは…心を意図的に外に表し、誰かに伝達しようとする行為であり、いわゆる「あらわし」である。